# АЭС Хантерстон B
АЭС Хантерстон B (англ. Hunterston B nuclear power station) — атомная электрическая станция в Северном Эйршире, Шотландия. 
Станция располагается на побережье Атлантического океана в 9 км к югу от города Ларгс и в 4 км к северо-западу от Западного Килбрайда. Хантерстон В является второй очередью находящейся поблизости и закрытой в 1990 году АЭС Хантерстон А.

## История
Строительство АЭС Хантерстон В было проведено консорциумом «Группа по ядерной энергии» (TNPG). Два усовершенствованных реактора с газовым охлаждением AGR были построены TNPG, а турбины были установлены компанией Parsons & Co. АЭС Хантерстон В начала производство электроэнергии 6 февраля 1976 года.
Её полезная электрическая мощность составляла 1215 МВт. В 2007 году мощность реактора была снижена на 30 %. Основной проблемой эксплуатации АЭС Хантерстон B для обоих реакторов, на данный момент, являются проблемы (трещины) графитовой кладки. Эксплуатация должна продлиться до 2023 года.

## Инциденты
3 декабря 1977 года газета The Times сообщила, что морская вода вошла в реактор через системы вторичного охлаждения. Вторичная система охлаждения использует пресную воду для охлаждения различных элементов, включая систему газовой циркуляции, которая переносит диоксид углерода CO2 теплоносителя через реактор для котлов. Произошла небольшая утечка СО2 через уплотнения, и был установлен обводной трубопровод, чтобы удалить воду. Когда проводилось техническое обслуживание реактора, и давление в системе охлаждения газа было понижено, морская вода могла вытечь обратно через эту обводную трубу. Остаточное тепло в реакторе было таковым, что морская вода быстро испарилась, оставив залежи соли в реакторе вокруг газовой установки. Было подсчитано, что ремонт реактора может обойтись в 14 млн фунтов стерлингов, за время его эксплуатации в течение года, а тарифы на электроэнергию должны вырасти на 1-2 %. Обширные работы по моделированию были выполнены в Ядерной Энергетической Компанией (NPC). В лаборатории было определено, где могла осесть соль, и техники с использованием пылесоса могли бы её удалить, чтобы вернуть установку к работе.

## Информация об энергоблоках
| Энергоблок     | Тип реакторов | Мощность | Мощность | Начало строительства | Физпуск    | Подключение к сети | Ввод в эксплуатацию | Закрытие   |
| Энергоблок     | Тип реакторов | Чистый   | Брутто   | Начало строительства | Физпуск    | Подключение к сети | Ввод в эксплуатацию | Закрытие   |
| -------------- | ------------- | -------- | -------- | -------------------- | ---------- | ------------------ | ------------------- | ---------- |
| Хантерстон B-1 | AGR           | 624 МВт  | 644 МВт  | 01.11.1967           | 31.01.1976 | 06.02.1976         | 06.02.1976          | 26.11.2021 |
| Хантерстон B-2 | AGR           | 624 МВт  | 644 МВт  | 01.11.1967           | 27.03.1977 | 31.03.1977         | 31.03.1977          | 07.01.2022 |